# Храстје–Мота
Храстје–Мота (словен. Hrastje–Mota) је насељено место у општини Раденци, Помурска регија, Словенија.

## Историја
До територијалне реорганизације у Словенији била је у саставу старе општине Горња Радгона.

## Становништво
У попису становништва из 2011. године, Храстје-Мота је имала 360 становника.
| Број становника према пописима | Број становника према пописима | Број становника према пописима |
| ------------------------------ | ------------------------------ | ------------------------------ |
| 1991                           | 2002                           | 2011                           |
| 407                            | 386                            | 360                            |

Напомена: Године 1953. настала спајањем насеља Храстје и Мота, која су укинута.